# Langeneß
Pour l’article homonyme, voir Langeneß (île).
Langeneß [laŋəˈnɛs] (Langenæs en danois, Nees en frison septentrional) est une commune de l'arrondissement de Frise-du-Nord (Kreis Nordfriesland) dans le Land de Schleswig-Holstein. Elle est située sur la plus grande des dix îles allemandes des Halligen.

## Géographie
Le territoire de la commune englobe, en plus de l'île Hallig Langeneß, également l'île Oland. Les localités de la commune sont construites sur 17 collines artificielles, les Warften, dont 16 se trouvent sur Langeneß et une sur Oland.

## Histoire
Avant la grande onde de tempête de 1634 qui dévasta la côte de la Frise septentrionale, Langeneß et Oland formaient une seule île. L'île de Langeneß était encore constituée de trois îles différentes en 1802 : Langeneß à l'est, Butwehl au sud-est et Nordmarsch à l'ouest. En 1869 les trois îles étaient reliées entre elles à la suite de la construction de digues et du drainage naturel.
Aujourd'hui, Langeneß et Oland sont reliées à Dagebüll, qui se trouve sur le continent, par rail avec un train à voie étroite (Halligbahn Dagebüll–Oland–Langeneß (de)) qui circule sur une digue.